# Henrik Fisker (søofficer)
 Der er flere personer med dette navn, se Henrik Fisker.
(Lorentz) Henrik (Henrich) Fisker (4. januar 1720 i København – 20. juni 1797 sammesteds) var en dansk søofficer, far til Lorentz Fisker.
Han var søn af justitsråd, senere højesteretsassessor, viceborgmester i København Lorentz Fisker (1684-1757) og Engelcke Catharina Schmidt (død 1759). Fisker blev kadet i Søetaten 1733, sekondløjtnant 1739, premierløjtnant 1742, kaptajnløjtnant 1746, kaptajn 1753, kommandørkaptajn 1758, kommandør 1766, schoutbynacht 1769, viceadmiral 1775 (anciennitet fra 1774) og admiral 1790.
1739-42 og 1744-46 var han i engelsk tjeneste, 1753 chef for et armeret koffardiskib Friderich og Lovise, der sendtes til forstærkning af eskadren ved Marokko og samtidig overførte konsul Andreas Æreboe hertil, 1755-56 chef for fregatten Docquen til Vestindien og 1757-58 for orlogsskibet Neptunus, der gik til Middelhavet og Konstantinopel, chef for linjeskibet Slesvig og senere på konvoj til Spanien og Frankrig.
1761 gik han atter, som chef for linjeskibet Grønland, til Levanten med en konvoj. På dette togt medfulgte en del videnskabsmænd, bl.a. Carsten Niebuhr. På hjemvejen fra Smyrna blev hans konvoj opbragt af en engelsk orlogsmand, og Fisker modtog ordre til at nedlægge kommandoen og drage hjem ad landvejen. Ved sin hjemkomst 1762 blev han derfor arresteret, og en krigsret nedsattes for at undersøge hans forhold. Resultatet af undersøgelsen blev imidlertid, at han frifandtes for al tiltale.
Efter et besejlingtogt 1766 med linjeskibet Prins Friderich udnævntes han til adjudant hos generaladmiral-løjtnant, grev Frederik Danneskiold-Samsøe, førte året efter kongen til Holsten og blev 1770 deputeret i Admiralitetskollegiet. 1773 overførte han med 2 linjeskibe prins Carl af Hessen med gemalinde til Norge og overtog kommandoen over den derværende flotille; efter 2 års god tjeneste her fik han som belønning kommandoen over Frederiksværns værft, hvor han forblev til 1780. 1774 blev han hvid ridder. Kort efter sin hjemkomst indtrådte han i Regleringskommissionen; i 1784 ledede han en øvelseseskadre i Øresund, og han døde 20. juni 1797. Kort før sin død var han den 5. maj blevet adlet.
Henrik Fisker blev gift 1. gang 13. september 1747 med Johanne Margrethe Krieger (2. november 1723 i København – begravet 31. december 1773 på Sankt Nicolai Kirkegård), datter af bygmester, senere overlandbygmester og justitsråd Johan Cornelius Krieger og hustru. 2. gang ægtede han 17. maj 1775 i Holmens Kirke Birgitte Catharina Ployart (25. juli 1740 i København – 22. august 1822), datter af schoutbynacht Conrad Ployart (1691-1744) og Frederica Lovise Ocksen (1702-1764) og søster til Nicolai Theodor de Ployart.
Hans sønner var kommandør Frederik Christian Fisker (1760-1814) og admiral Lorentz Henrik Fisker (1753-1819) til Hellestrup. Han er begravet på Holmens Kirkegård.